# 16歲香港女孩曝曾被暴徒性侵影片
16歲香港女孩曝曾被暴徒性侵影片，是一段在2019年9月香港《逃犯條例修訂草案》風波期間流傳的影片。該影片最先被上傳在推特，後來被中國官方媒體《環球時報》和中國中央電視台轉載。內容是一名自稱16歲的少女講述自己被激進示威者性侵的經過。该影片流出后，内容被一些网民及学者质疑为捏造。

## 影片內容
影片中，一名自稱16歲（最初的帖文是自稱14歲）、網名為「深海魚」的女子背向鏡頭講述自己多次遭受反修訂激進示威者性侵的經過。根據該名女子的自白，她被一些朋友邀請一起加入反對逃犯條例修訂草案運動的遊行示威行列，朋友又對她說可以認識到一些「好man嘅學長」（很有男子氣概的學長）。該女子又表示自己在示威活動期間認識的一名學長，趁著自己酒後神智不清時把自己拉上床性交，又說自己曾經在一個晚上連續跟三個人性交。後來由於對方愈來愈暴力，讓她不再願意參與示威，又表示自己從其他抗爭者的WhatsApp訊息得知男方是一名愛滋病患者，令她感到害怕。後來她又在Twitter宣稱已經報警處理，說「希望警察處理這些人渣」。至今香港警方未有相關說法。

## 流傳經過
2019年8月，一位名為「深海魚」的用戶在推特建立ID為@KerrieDoig的賬號，於9月13日首次發帖，內容是「之前唔玩twitter，呢次為咗講出我嘅經歷，專登建咗呢個賬號。」（之前不玩推特，這次為了講出我的經歷，特意建立了這個帳號），該網民後來分別向「香港政府新聞網」和中國官方媒體《環球時報》的推特帳戶發布回覆貼文，表示「想講出我畀性侵嘅經歷」（想講出我被性侵的經歷）並附上影片連結。後來該影片被《環球時報》和中國中央電視台轉載。

## 相關疑點
影片流出後，隨即有網民如Facebook群組「傑出男公關」對影片的真實性作出質疑，並指出多個疑點，例如：
- 該名女生會稱大學生和比她年長的男生為「學長」，然而「學長」並非香港人慣常使用的詞；
- 該名女子指她在WhatsApp看到抗爭者之間的訊息，然而反修例抗爭者慣常使用的通訊軟件是Telegram；
- 該名女子在影片中使用了「好happy」、「好high」、「散band」等較為老舊的字眼；
- 該名女子的聲音雖然經過處理，但從某些字眼依然可以聽得出有發音不準確之處；
- 「深海魚」的Twitter最早的帖文宣稱自己是14歲，後來改為16歲。

亦有網民質疑該段影片的製作者是中共中央宣傳部，認為是中國共產黨黨員最熟悉的誣陷技倆。
中国學者方舟子認為，該名「16歲香港女孩」實際上是由廣東人假裝的，他指出有很多香港網民已證明她使用的不是香港用語，而思維也是中國大陸的，這樣有如中國大陸人通過改變口音去假裝台灣人，但在用語和思維仍然很容易被揭穿。他又指該影片是個「拙劣的謠言」：「在推特還只有一個轉發的時候由《環球時報》開始傳，現在再由央視來傳，只要內地觀眾信了就好，哪管香港人會怎麼想。」

### 羅范椒芬造謠事件
2019年9月9日，香港特別行政區行政會議成員羅范椒芬在接受香港電台英文台節目《Backchat》時，宣稱有年輕少女為一些「勇武派」（指激進示威者）提供「免費性愛」，又宣稱已確認真有其事，當羅范椒芬被傳媒詢問如何證實相關消息時，她說她是透過一個「朋友的朋友認識的家庭」得到的，沒有提供證據，後來又回應說：「信就信，不信就不信啦。」相關言論引起社會爭議，她被批評在完全沒有事實根據的情況下作出無理指控，以及用「假新聞」誤導大眾。後來經過求驗傳媒查證，那一段在親中人士廣傳的訊息，其實來自網上流傳的越南色情影片。有網民不齒曾任教育範疇公職的羅范帶頭散播假消息的所為，反指六七暴動時，羅范椒芬當時剛巧14歲，譏笑她其實是在「訴說當年自己的經歷」。另一方面，中國官媒《環球時報》和中國中央電視台在數天後轉播該影片時，都稱該影片「似乎從另一側面印證」了羅范椒芬所言的「不齒事實」。

## 評論
法國廣播電台有報導將事件與其他在反對逃犯條例修訂草案運動期間中方媒體的具有爭議性的報導相提並論，例如：香港8月11日晚上的警民衝突期間，一名疑似被警察的布袋彈所傷女子其实是被其「豬隊友」所傷；《中國日報》把示威者手上的在生存遊戲中使用的玩具武器當作是美軍配備的M320榴彈發射器。

## 外部連結
- 16岁香港女孩讲述被暴徒性侵经历影片（页面存档备份，存于）